# Łosiera
Łosiera – charakterystyczny dla Warmii typ pielgrzymki o charakterze wotywnym, także potocznie w gwarze warmińskiej pielgrzymka.
Geneza łosier nie jest pewna. Wiąże się je z trudną sytuacją społeczno-ekonomiczną na Warmii w wiekach XVII–XIX. Ich celem było wypełnienie określonego ślubu, złożonego często w przeszłości, przez dawnych członków lokalnej wspólnoty. Ze względu na intencję łosiery mogły mieć charakter błagalny, dziękczynny, lub w celu uwielbienia Boga albo Najświętszej Marii Panny. 
Łosiera miała charakter pokutny (zdarzało się, że uczestnicy szli boso), a przy tym uroczysty. W mijanych miejscowościach i kościołach oraz kościele docelowym witano pielgrzymów biciem dzwonów. Brało w niej udział od kilkudziesięciu do kilkuset osób. Organizowanie pielgrzymki spoczywało na tzw. prowodyrze, który zbierał pieniądze na mszę świętą i świece, a także przewodniczył jej, w szczególności prowadząc śpiew. Uczestnicy łosiery nieśli na przedzie zdobione świece. Zwyczaj zaczął stopniowo zanikać po 1920 roku, ale pewne praktyki z nim związane zaczęły ożywać od lat 90. XX wieku.
Słowo łosiera pochodzi od słowa „ofiara” w znaczeniu pielgrzymki. 